# こっちを向いてよ
「こっちを向いてよ」（こっちをむいてよ）は、WEAVERによる楽曲。同バンドの4枚目のシングルとして、2014年5月7日にA-Sketchから発売された。

## 制作
この楽曲は、映画『百瀬、こっちを向いて。』の主題歌として書き下ろされた楽曲である。2度目の映画タイアップ曲となった。前作に引き続き、田中隼人がプロデューサーとして参加している。ミュージック・ビデオは、映画『百瀬、こっちを向いて。』とのコラボレーションで、同映画の監督である耶雲哉治が監督を担当した。

## リリース
シングルCDとして前作から約10か月ぶりの発売となった。カップリングには、TBS駅伝テーマソングに起用され、期間限定でダウンロード・シングルとして配信されていた「夢を繋いで」と、TBSのバラエティ番組『Find the WASABI!』のテーマソングとして使用されている「Time Will Find A Way」の2バージョンが収録されている。

## 収録曲
1. こっちを向いてよ （5:14）
  - 作詞：河邉徹 / 作曲：杉本雄治 / 編曲：WEAVER、田中隼人
  - スールキートス配給映画『百瀬、こっちを向いて。』主題歌[1]
  - 毎日放送『ロケみつ フライデー』2014年6月度エンディングテーマ
2. 夢を繋いで （4:31）
  - 作詞：河邉徹 / 作曲：杉本雄治 / 編曲：WEAVER
  - TBS駅伝テーマソング[1]
3. Time Will Find A Way (with Instinct ver.) （4:29）
  - 作詞：河邉徹、Preyawit Nilachulaka / 作曲：杉本雄治 / 編曲：WEAVER
  - อินสติงต์というバンドとのコラボ楽曲
4. Time Will Find A Way (Original ver.) （4:28）
  - 作詞：河邉徹 / 作曲：杉本雄治 / 編曲：WEAVER